# 吹田市立藤白台小学校
吹田市立藤白台小学校（すいたしりつ ふじしろだい しょうがっこう）は、大阪府吹田市にある公立小学校。
千里ニュータウンに立地し、1965年に吹田市立古江台小学校より分離開校した。

## 沿革
- 1965年4月1日 - 吹田市立藤白台小学校として開校。[1]
- 1966年2月25日 - 開校式を実施。この日を創立記念日とする。
- 1968年4月8日 - 交通安全教育優秀校として、大阪府知事表彰を受賞。
- 1974年5月16日 - 大阪府教育委員会より、体育科の研究校に指定される。
- 1976年11月5日 - 保健体育の研究で、文部省より表彰を受ける。
- 1980年4月1日 - 養護学級を設置。
- 2005年5月1日 - 文部科学省および吹田市教育委員会より、小学校英語活動の研究校に指定される。
- 2014年 - 藤白台まちづくり50周年かつ藤白台小学校開校50周年を迎える。同校体育館にて50周年記念式典を行った。式典には藤白台小学校の4~6年生、吹田市議会議員等が出席した。
- 2015年 - 全館に耐震補強を施された。

## 通学区域
- 吹田市 藤白台、上山田、千里万博公園13番。

卒業生は吹田市立青山台中学校に進学する。

## 出身者
- 飯星景子 - エッセイスト、タレント。
- 宮本慎也 - プロ野球選手（東京ヤクルトスワローズ）。

## 交通
- 阪急千里線 北千里駅 東へ約850m。
- 阪急バス 藤白台2丁目バス停。